# Сичик-горобець савановий
Си́чик-горобе́ць савановий (Glaucidium perlatum) — вид совоподібних птахів родини совових (Strigidae). Мешкає в Африці на південь від Сахари.

## Опис

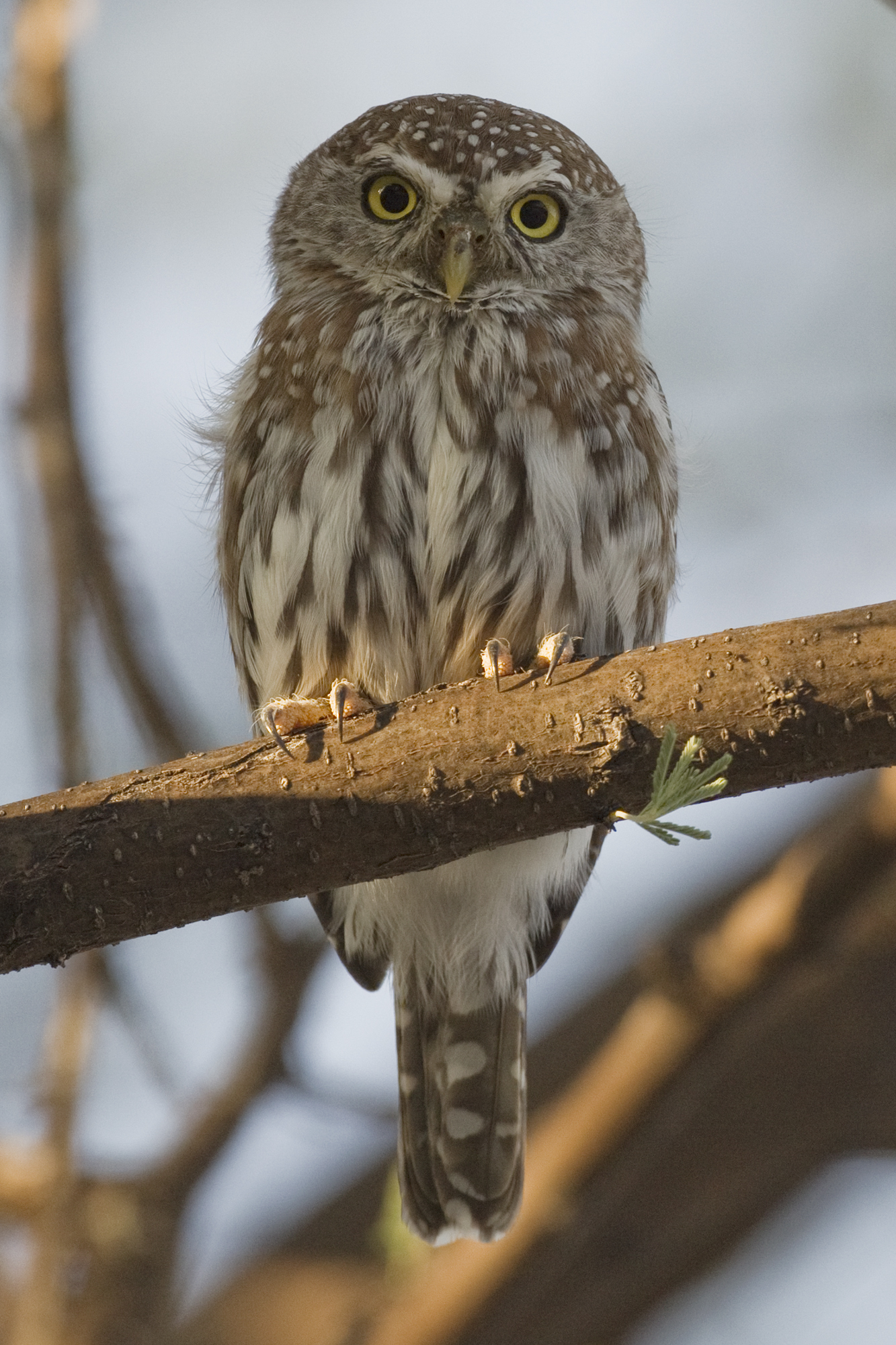
Савановий сичик-горобець (Національний пак Етоша, Намібія))

Довжина птаха становить 17-20 см, вага 68-147 г. Самиці є дещо більшими за самців. Верхня частина тіла коричнева, поцяткована невеликими білими плямами. Лицевий диск білуватий, нижня частина біла біла, поцяткована коричневими смугами. На потилиці є дві чорних з білими краями плями, що нагадують очі і слугують до відлякування і обману. Стернові і махові пера коричневі, поцятковані білими краями, які в польоті утворюють білі смуги. Очі жовті, дзьоб і восковиця блідо-зеленувато-жовті, оперення на лапах біле, ступні жовті. У молодих птахів забарвлення загалом блідіше, хвіст коротший, птахи на крилах і спині менші, а фальшиве "обличчя" на потилиці навпаки, більш помітне.

## Підвиди
Виділяють два підвиди:
- G. p. perlatum (Vieillot, 1817) — від Сенегалу і Гамбії до південного Судану;
- G. p. licua (Lichtenstein, MHK, 1842) — від східного Судану і Ефіопії до ПАР, Намібії і Анголи.

## Поширення і екологія
Саванові сичики-горобці живуть в саванах, рідколіссях і чагарникових заростях. Вони уникають як густих тропічних лісів, так і відкритих місцевостей, де не ростуть дерева. Ведуть переважно присмерковий і нічний спосіб життя, однак часто бувають активним вдень. Живляться переважно безхребетними, зокрема кониками, цвіркунами і сольпугами, однак завдяки своїм міцним лапам можуть полювати також на гризунів, кажанів, ящірок, змій і дрібних птахів.
Саванові сичики-горобці є моногамними і територіальними птахами. Гніздяться в дуплах, які не встелюють м'яким матеріалом. Вони часто використовують покинуті гнізда дятлів або лібій, а також використовують дупло повторно впродовж кількох сезонів. У кладці від 2 до 4 яєць, інкубаційний період триває 29 днів. Насиджують лише самиці. Пташенята вилуплюються голими, відкривають очі на 12 день після вилуплення, покидають гніздо у місячному віці, однак батьки продовжують піклуватися про них ще деякий час. За пташенятами доглядають і самиці, і самці. Солоді птахи досягають статевої зрілості у річному віці.